# Thalgo Australian Women's Hardcourts 1999
Thalgo Australian Women's Hardcourts 1999 — жіночий тенісний турнір, що проходив на відкритих кортах з твердим покриттям Hope Island Resort Tennis Centre на Hope Island, Queensland (Австралія). Належав до турнірів 3-ї категорії в рамках Туру WTA 1999. Відбувсь утретє і тривав з 3 до 9 січня 1999 року. Друга сіяна Патті Шнідер здобула титул в одиночному розряді й отримала 27 тис. доларів США.

## Фінальна частина

### Одиночний розряд
Патті Шнідер —  Марі П'єрс, 4–6, 7–6(7–5), 6–2
- Для Шнідер це був 1-й титул за рік і 8-й — за кар'єру.

### Парний розряд
Коріна Мораріу /  Лариса Нейланд —  Крістін Кунс /  Іріна Спирля, 6–3, 6–3

## Учасниці

### Сіяні учасниці
| Країна     | Гравчиня         | Рейтинг | Сіяна |
| ---------- | ---------------- | ------- | ----- |
| Франція    | Марі П'єрс       | 7       | 1     |
| Швейцарія  | Патті Шнідер     | 11      | 2     |
| Румунія    | Іріна Спирля     | 15      | 3     |
| Японія     | Ай Суґіяма       | 18      | 4     |
| Німеччина  | Анке Губер       | 21      | 5     |
| Іспанія    | Магі Серна       | 24      | 6     |
| Росія      | Олена Лиховцева  | 26      | 7     |
| Словаччина | Генрієта Надьова | 28      | 8     |

### Інші учасниці
Нижче наведено учасниць, які отримали вайлдкард на участь в основній сітці:
- Ніколь Пратт
- Алісія Молік

Нижче наведено учасниць, що отримали вайлдкард на участь в основній сітці в парному розряді:
- Аннабел Еллвуд /  Алісія Молік

Нижче наведено учасниць, що пробились в основну сітку через стадію кваліфікації в одиночному розряді:
- Інес Горрочатегі
- Рейчел Макквіллан
- Аннабел Еллвуд
- Лоранс Куртуа

Учасниці, що отримали місце в основній сітці як щасливий лузер:
- Брі Ріппнер

Нижче наведено учасниць, що пробились в основну сітку через стадію кваліфікації в парному розряді:
- Еві Домінікович /  Сінді Вотсон